# Штрбські пагорби
Штрбські пагорби (Štrbská pahorkatina) — гірський масив в Словаччині; геоморфологічна підодиниця масиву Попрадська улоговина. Середні висоти — 740 метрів. Місце розташування — Пряшівський край.